# Svendborgsund
Svendborgsund er farvandet, der adskiller Fyn fra Tåsinge. I vest munder det ud i Det Sydfynske Øhav ved øen Skarø, og i øst munder det ud i henholdsvis Thurø Sund og Skårupøre Sund, nærmest adskilt af Thurøbroen, der for størstedelen er en dæmning.
I den vestlige ende ligger Lehnskov Huse på Fyn – et yndet sted for surfere – og på Tåsinge den skovbeklædte Vornæs pynt. To kilometer længere inde, på næste næs, står Bækkehave fyr, og yderligere en kilometer fremme ligger Tåsinge Flyveplads. 
Overfor på Fyn ligger byen Rantzausminde, som er opkaldt efter feltherren Johan Rantzau, der i 1535 besejrede den lybske flåde netop ud for dette sted. Ved Rantzausminde Lystbådehavn ligger "Svendborgsunds sejlklub", som er Danmarks ældste sejlklub.
Hvor farvandet snævrer ind, ligger den private ø Ilholm, hvor der i 1853 blev fundet en vikingeskat. Tidligere var den i manufakturhandler Chr. Wiggers' besiddelse, og derfor går den i lokale kredse også under navnet Wiggers Ø.
Længere inde igen ligger Kogtved Søfartsskole, som stoppede sine maritime uddannelser i 2008. Lige før Svendborgsundbroen ligger Sankt Jørgens Kirke på en lille høj i parken. På den anden side af broen ligger den runde lystbådehavn, hvor man stadig kan ane færgeanlægget fra før broens tid. Indtil november 1966 foregik al trafik herfra til Vindeby, direkte overfor på Tåsingesiden. Her er sundet med ca. 400 meter smallest. 
Hvor sundet knækker ind mod selve Svendborg, breder Tåsinge sig ud med halvøen Skansen, et fredet, offentligt område, hvor kvæg og/eller får får lov at græsse. Lige vest herfor lå indtil en gang i halvfemserne den lille ø Koø.
Blot 100 meter ud for molen i Svendborg ligger Frederiksøen, hvor der indtil 2001 var et stålskibsværft. På øen er der også et træskibsværft, som endnu virker i al sin glans.
Øst for byen ligger den lokale strand Christiansminde, som efter byggeriet af rensningsanlægget Egsmade i firserne atter er blevet et yndet udflugtsmål for badegæster. Overfor ligger det rekreative område Vindebyøre, som for en stor dels vedkommende er campingplads. Den om sommeren fungerende sundfærge, M/S Helge, lægger til ved anløbsbroerne både i Christiansminde og Vindebyøre.
Den mere end 200 km lange vandrevej Øhavsstien følger på dele af strækningen Svendborgsund øst og vest for Svendborg samt på Tåsinge.